# ECデモクラータ
エスポルチ・クルーベ・デモクラータ（ポルトガル語: Esporte Clube Democrata）は、ブラジル・ミナスジェライス州ゴベルナドール・バラダレスを本拠地とするサッカークラブ。同名のクラブが他にある事からデモクラータ・ジ・ゴヴェルナドール・ヴァラダレス、デモクラータ-GV等と呼ばれる。

## 歴史
ゴヴェルナドール・ヴァラダレス周辺のCRフラメンゴのサポーターが離反し、1932年2月13日にサン・ドミンゴス・ジ・フィゲイラ・ド・リオ・ドセ（São Domingos de Figueira do Rio Doceとして設立。その直後に現在の名称になった。1981年にタッサ・ミナスジェライスで優勝し初タイトル。

## タイトル
- タッサ・ミナスジェライス: 1981
- カンピオナート・ミネイロ2部: 2005, 2016
- カンピオナート・ド・インテリオール・ジ・ミナスジェライス: 1991, 1992, 1993, 1994, 2007

## 本拠地
本拠地はエスタジオ・ジョゼ・マムード・アッバース。1964年設立で収容人数は1万5000人。

## 歴代所属選手
- ジョアン・カルロス・ドス・サントス 1992-93
- エリエジオ・サントス・サンタナ 2009-10
- フランシスマール・カリオカ・デ・オリベイラ 2016
- レアンドロ・テイシェイラ・ダンタス 2016